# Ding Feng
|  | Aquest article tracta sobre el general xinès de Wu Oriental de nom estilitzat Chengyuan. Si cerqueu el germà menor de Ding Feng del mateix nom, vegeu «Ding Feng (jove)». |

En aquest nom xinès, el cognom és Ding.
Ding Feng (mort el 271) va ser un general de Wu Oriental durant l'era dels Tres Regnes de la història xinesa. Era conegut per ser valent i ple de recursos, i es va ascendir del rang de capità (o soldat) al rang més alt de «Ministre de Guerra de la Dreta». El seu germà menor, Ding Feng (丁封) també va servir a Wu Oriental.

## Joventut
Ding Feng va nàixer al Comtat d'Anfeng de Lujiang (actualment Hequi, Anhui), ell va començar la seva carrera militar servint al general de Wu, Gan Ning, com a capità, i va estar traslladat sota el comandament de diferents generals de Wu de tant en tant. Va seguir als seus generals per lluitar contra els enemics en diverses ocasions, i durant les quals sempre es va mantenir en el front de batalla, per tant es va guanyar una reputació per a si mateix en l'exèrcit.

## Servei sota Sun Liang
Quan Sun Liang va succeir a Sun Quan com el nou governant de Wu, Ding va ser nomenat "General que Roman en el Front" i va ser fet Marquès. Prenent l'oportunitat que el jove Sun Liang acabava d'ascendir al tron, el de facto líder de Wei, Sima Shi va envia a Zhuge Dan i als seus seguidors a envair Wu. Com a resposta, el regent de Wu, Zhuge Ke va dirigir personalment les forces de Wu per reforçar a Liu Lue, que estava sota l'atac de les tropes de Wei al castell Yu a Dongxing, i Ding Feng, va actuar com l'avantguarda portant 3.000 soldats per ocupar l'estratègic Xutang (徐塘) abans que el gruix de l'exèrcit arribara. Després Liu Zan (留贊, pare de Liu Lue) va arribar per donar suport a Ding, van ordenar la despossessió d'equip pesat per a augmentar la flexibilitat. Estava nevant per eixa època, i els generals Wei que estaven celebrant una festa es van riure dels soldats de Wu quan Liu Wu els va ordenar de desfer-se de la seva armadura. No preveient un atac directe, el campament de Wei en el front va ser derrotat per la càrrega sobtada de Wu; dit siga, les forces de Wu van arribar a l'escena en aquest moment crític, així que les forces de Wei van ser derrotades. Ell va ser ascendit llavors a "General que Elimina als Bandits." Quan el general de Wei, Wen Qin va posar a l'intentar traure del poder a Sima Shi, Ding va ser enviat a rebre Wen en el domini de Wu. A Gaoting, els perseguidors de Wen es va topar amb Ding, i Ding personalment va dirigir una incursió en la formació enemiga i va causar al seu enemic una pèrdua de diversos centenars d'homes. Ding va ser fet el Marquès d'Anfeng per acomplir el seu encàrrec. Més tard, Zhuge Dan també va aixecar un exèrcit per oposar-se a la dictadura de Sima, però va ser envoltat dins de Shouchun. Juntament Zhu Yi, a Ding se li va ordenar de rescatar a Zhuge. Malgrat que la missió va fracassar, Ding va ser ascendit a General de l'Esquerra a causa de la seva actuació coratjosa en la batalla.

## Llevant al regent
El regent Sun Lin va reemplaçar Sun Liang amb Sun Xiu com el nou emperador després quer ell va saber que Sun Liang tenia la intenció de recuperar el poder. Però el nou emperador i el regent ràpidament van conspirar l'un contra l'altre, perquè l'arrogància Sun Lin n'era insuportable per a Sun Xiu, i Sun Lin sabia que l'emperador havia estat cautelós amb relació a ell. Sun Xiu va demanar al seu assessor, Zhang Bu de matar Sun Lin, i Zhang va suggerir que Ding havia de ser convocat per discutir el tema. Ding llavors li va dir a l'emperador que Sun Lin tenia molta més influència i connexions i que ells tenien només una petita possibilitat de lluitar contra el poder de Sun Lin directament, de manera que un assassinat hauria de ser dut a terme durant el festival Laba (臘八, vuitè dia del 12è mes lunar de l'any) quan els guardaespatlles imperials estarien present. El pla de Ding va funcionar, i per això, se li va donar el segell de l'autoritat, i va ser ascendit a Gran General, sent un Comandant de l'Esquerra i la Dreta. Quan Wei va llançar la seva campanya final contra Shu, Ding va conduir un exèrcit a Shouchun, però es va retirar després que Shu va ser aniquilat.

## Vida tardana i mort
En l'estiu del 264, Sun Xiu va caure malalt i no era capaç de poder parlar, però encara podia escriure, així és que va escriure un edicte convocant al primer ministre Puyang Xing (濮陽興) al palau, on va al·ludir i va encomanar-li al seu fill, Sun Wan el Príncep Hereu. Sun Xiu va morir poc després. Això no obstant, Puyang no va seguir els seus desitjos. Més aviat, va consultar prèviament als poderosos generals Zhang Bu i Ding Feng que creien que la gent, arran de la recent caiguda de l'aliat clau de Shu Han en el 263, anhelava d'un emperador més major. I així, juntament amb Puyang i Zhang, Ding va donar la benvinguda a Sun Hao com el nou emperador. Sun Hao ascendí a Ding a Ministre de la Guerra de la Dreta i a Mestre d'Armes de l'Esquerra. En anys últims anys de Ding, ell ja s'havia convertit en un home ric i poderós, i ell va començar a tenir una actitud arrogant. Després d'alguns fracassos militars dels quals Ding va ser considerat responsable, la seva família en va ser exiliada per Sun Hao a Linchuan (臨川). Ding va morir en el 271, i els seus títols no van ser heretats.